# Acer oligocarpum
Acer oligocarpum — вид квіткових рослин із роду клен (Acer).

## Морфологічна характеристика
Це листопадне дерево до 5 м у висоту. Кора сіра. Гілочки циліндричні, цьогорічні пурпурувато-зелені, голі, старші сіруваті. Листки: листкові ніжки пурпурувато-зелені, 10–14 мм завдовжки, голі; листова пластинка зелена, видовжено-яйцювата чи ланцетна, 5–14 × 3–4.3 см, гола, край цільний, верхівка гостра. Супліддя пурпуруваті щиткоподібні, 4–5 см, голі, 2–4-плідні. Плоди жовтуваті; горішки опуклі, кулясті, ≈ 8 × 5 мм, голі; крило з горішком 2–3.2 см, крила гостро або тупо розставлені. Період цвітіння: невідомо; період плодоношення: вересень.

## Середовище проживання
Ареал: Китай (Тибет, Юньнань). Росте на висотах від 1400 до 1600 метрів. Вид зростає у в змішаних лісах помірного поясу.

## Використання
Інформація про використання та торгівлю цим видом недоступна.